# Udo Schwertmann
Udo Schwertmann (Stade, Baixa Saxònia, Alemanya, 1927) va ser un geòleg alemany conegut per les seves investigacions sobre els òxids de ferro.
Després de la seva graduació l'any 1945 va completar els estudis cursant horticultura i química a Hannover. El 1961, es va especialitzar en minerals d'argila en sòls i sediments, i el 1964 va esdevenir professor titular i director de l'Institut de Ciència del Sòl a la Universitat Tècnica de Berlín. Des de 1970 fins a la seva jubilació l'any 1995 va treballar al Departament de Ciència del Sòl de la Universitat Tècnica de Múnic.
És autor de més de 250 publicacions de ciències del sòl i diverses monografies i manuals. És coautor de diverses edicions del llibre de text estàndard alemany Scheffer / Schachtschabel (Llibre de Text de la Ciència del Sòl). Amb el llibre Els òxids de ferro, escrit conjuntament amb Rochelle Cornell, va basar la seva investigació sobre les condicions de formació i les formes d'òxids de ferro en sòls.
La schwertmannita, un mineral, va ser anomenat en honor seu l'any 1994. El 1996 va ser nomenat doctor honoris causa per la Universitat de Kiel. A més, ha estat guardonat amb la Medalla de Philippe Duchaufour de la Unió Europea de Geociències.